# Goera abaca
Goera abaca là một loài trong họ Goeridae. Chúng phân bố ở miền Australasia.